# Sabine Roberty
Pour les articles homonymes, voir Roberty.
 (septembre 2019).
Sabine Roberty, née le 13 janvier 1970 à Ougrée, est une femme politique belge, membre du parti socialiste. 
Échevine de l’État civil, de la Population, des Mairies de quartier et des Infrastructures cimetières de la Ville de Seraing de 2012 à 2019, elle est depuis mai 2019 députée wallonne. 

## Biographie
Graduée en Arts et Sciences de la Communication, Sabine Roberty travaille pendant quelques années dans un cabinet ministériel avant d’intégrer le CHU de Liège au service « Administration des patients ». À cette époque, elle est également détachée comme permanente syndicale à la CGSP pendant 5 ans. 
En parallèle, elle travaille pendant 19 ans dans le secteur de l’aide et du maintien à domicile et a été présidente de la CSD Liège-Huy-Waremme. 
Affiliée au Parti socialiste depuis 1988, Sabine Roberty a décidé de s’investir en politique afin d’avoir un impact positif sur la vie des citoyens. En 2000, elle est élue pour la première fois conseillère communale à Seraing et devient échevine à la suite des élections de 2012.   
En mai 2019, Sabine Roberty est élue députée wallonne pour la première fois. En décembre 2022, elle est désignée Cheffe de groupe PS au Parlement de la Fédération Wallonie-Bruxelles, fonction qu'elle occupera jusqu'à la fin de la législature.   
À la suite des élections de juin 2024, Sabine Roberty est réélue comme députée wallonne. Elle siège également au Bureau du Parlement de la Fédération Wallonie-Bruxelles comme Secrétaire.  
Au niveau communal, elle est réélue conseillère communale de la Ville de Seraing en octobre 2024.   
Ses matières de prédilections sont la santé, l'action sociale, l'égalité des chances, les droits des femmes et les médias.  

## Fonctions politiques
- Depuis 2019  : Députée wallonne
- Depuis 2024 : Secrétaire du Bureau du Parlement de la Fédération Wallonie-Bruxelles
- 2022-2024 : Cheffe de Groupe PS au Parlement de la Fédération Wallonie-Bruxelles
- Depuis 2019 : Conseillère communale de la Ville de Seraing
- 2012-2019 : Échevine de l’État civil, de la Population, des Mairies de quartier et des Infrastructures cimetières de la Ville de Seraing
- 2000-2012 : Conseillère communale de la Ville de Seraing
- 1998-2000 : Conseillère CPAS de la Ville de Seraing